# Matti Hatava
Matti Hatava (Lappeenranta, 10 de marzo de 1981) es un deportista finlandés que compitió en tiro con arco, en la modalidad de arco recurvo. Ganó una medalla de bronce en el Campeonato Europeo de Tiro con Arco al Aire Libre de 2010, en la prueba de equipo.

## Palmarés internacional
| Campeonato Europeo al Aire Libre | Campeonato Europeo al Aire Libre | Campeonato Europeo al Aire Libre | Campeonato Europeo al Aire Libre |
| Año                              | Lugar                            | Medalla                          | Prueba                           |
| -------------------------------- | -------------------------------- | -------------------------------- | -------------------------------- |
| 2010                             | Rovereto (Italia)                | Medalla de bronce                | Equipo                           |